# Germund Dahlquist
Germund Gunnar Dahlquist, född 16 januari 1925 i Uppsala, död 8 februari 2005 i Stockholm, var en svensk pionjär inom datorstödda beräkningar och professor i numerisk analys.
Han var son till missionsdirektorn  Gunnar Dahlquist och författaren Siri Dahlquist, född Jonsson samt yngre bror till filosofen Thorild Dahlquist.
Dahlquist började studera matematik vid Stockholms högskola 1942, och tog intryck av Harald Bohr som var en av hans lärare. Dahlquist blev 1949 filosofie licentiat på avhandlingen On the Analytic Continuation of Eulerian Products. Från 1949 till 1959 var han verksam vid Matematikmaskinnämnden, där han deltog i utvecklingen av BESK. I synnerhet var han redaktör för den referensmanual och instruktionsbok för BESK som fick namnet Kodning för BESK och som publicerades i första och andra upplaga 1956 och 1958.
Doktorsavhandlingen Stability and Error Bounds in the Numerical Solution of Ordinary Differential Equations lades fram 1958. Hans handledare var Fritz Carlson och Lars Hörmander.
Dahlquist var en av de första som någonsin publicerade sig i den vetenskapliga tidskriften BIT Numerical Mathematics, och Carl-Erik Fröberg sammanfattar hans gärning med att han "bidrog med flera nyskapande artiklar med fokus på numeriska lösningar av differentialekvationer".
Dahlquist blev 1963 professor i numerisk analys på en professur som var gemensam för Kungliga Tekniska högskolan och Stockholms universitet, och räknas därför som grundare av den gemensamma institutionen NADA. Han stannade på professuren till sin pensionering 1990, men var gästprofessor vid Stanford University 1982 till 1986.
Dahlquist invaldes 1965 som ledamot av Kungl. Ingenjörsvetenskapsakademien.
År 1968 var Dahlquist konsult på Datasaab där han specificerade och implementerade enheten för flyttal till datorn D22 för att minimera avrundningsfelen.
Tillsammans med bland andra Lars Erik Zachrisson var han med och startade Institutet för tillämpad matematik.
Germund Dahlquist är begravd på Skogskyrkogården i Stockholm.

## Germund Dahlquist-priset
1995 instiftade SIAM, Society for Industrial and Applied Mathematics, Germund Dahlquist-priset relaterat till Dahlquists tidiga bidrag med tillämpandet av numerisk analys för lösandet av differentialekvationer. Priset utdelas sedan 1995 vartannat år för originalarbeten inom detta matematikområde med en prissumma på 2000 USD.